# ゲオルク・ギーゼの肖像
『ゲオルク・ギーゼの肖像』（ゲオルク・ギーゼのしょうぞう、独: Der Kaufmann Georg Gisze、英: Portrait of Georg Giese）は、ドイツ・ルネサンス期の画家ハンス・ホルバインが1532年に板上に油彩で制作した絵画である。 1530年代にホルバインがハンザ同盟の商人たちを描いた一連の肖像画のうちの1点である。これらの一連の肖像画は、商人階級が世界的に進出していった時期に彼らの重要性が増大していたことを示唆している。作品は現在、ベルリン絵画館に所蔵されている。

## 背景
16世紀までに、芸術作品を委嘱する手段を持つ富裕な商人たちにとっては、家族といっしょのものであれ単独のものであれ、自分たちの肖像画を所有することが慣例となっていた。かくして、商人と商人階級は、芸術家たちにとっては重要なモデルとなり、収入源ともなった。
1530年代に、ホルバインは、ロンドンのスティールヤードに拠点を置いていたハンザ同盟の富裕な商人の肖像を描くよう依頼された。画家は、スティールヤードの8人の商人の肖像を描くことになった。これらの肖像の人物は、1532年に描かれたグダンスク (当時のドイツ語名はダンツィヒ)  のゲオルク・ギーゼ 、アントウェルペンのハンス 、『ヘルマン・ウェデヒ』 (メトロポリタン美術館)、1533年に描かれたケルンのヒレブラント・ウェディヒ (Hillebrant Wedigh) 、ウェディヒ家の不明の人物、ドゥイスブルクのディルク・ ティビス (Dirk Tybis) 、ツィリアクス・カーレ (Cyriacus Kale) 、デリク・ボルン (Dirk Born) 、1536年に描かれたデリク・ベルク (Derick Berck) である。
ハンザ同盟の商人たちは、14世紀と15世紀のヨーロッパの通商を支配し始めていた新たな商人階級を代表していた。中世の時代に一般的な慣例であったように、1つのマーケットタウンから別のマーケットタウンに商品を運ぶのではなく、 ハンザ同盟の商人たちは大規模に商品を扱い、長距離の輸出入に携わった。彼らは世界的に進出し、しばしばヨーロッパやアジアの大きな都市に代理人や家族が常在する支店を所有していた。
これらの商人たちはハンザ同盟という共同体を形成することで、通商を支配し、通商規制を撤廃し、特典を得ようとしていた。ロンドンでは、彼らはスティールヤードに集まり、そこで保護を得、特定の税や関税を免除されていた。商品用の秤が所蔵されていたことにより、その名で呼ばれたスティールヤード (鉄の地) はロンドン橋に近い、テムズ川北岸にあった壁で囲まれた地域であった。商品は海路で直接そこの倉庫に運び込まれた。事務所と倉庫のほかに、スティールヤードには商人用住居、ギルドホール、布の貯蔵室、ワインの貯蔵室、厨房などがあった。スティールヤードは分離し独立した共同体で、ハンザ同盟の規則に支配され、商人たちの故郷の町に統治されていた。

## ゲオルク・ギーゼ

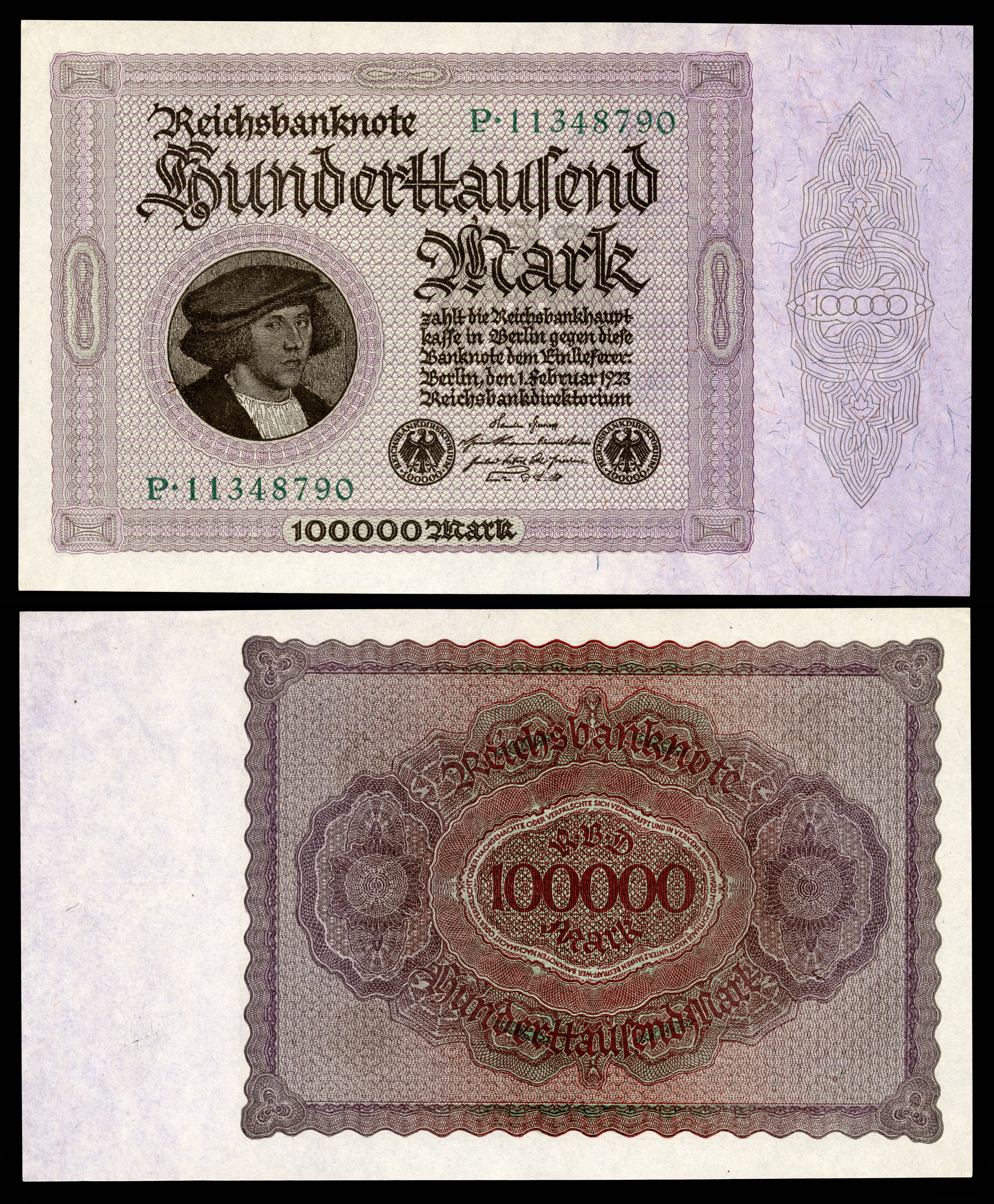
ギーゼの肖像は、1923年の10万マルク紙幣に描かれた。

ゲオルク・ギーゼは、アルブレヒト・ギーゼと彼の妻エリザベート・ランゲンベック (Elisabeth Langenbeck) の間の息子たちの1人で、1497年にダンツィヒで生まれた。彼の父方の家族は1430年代にケルンから移住した富裕な商人であった。彼の父はダンツィヒの市長であり、彼の母の叔母もまたダンツィヒの市長であった。ギーゼには少なくとも6人の年長の兄弟がいたが、全員の名前は明らかになっていない。彼の兄ティーデマン・ギーゼ (Tiedemann Giese) はクルムの司祭となった。
記録によれば、ゲオルク・ギーゼは1520年代から1530年代まで少なくとも12年間、一家のロンドン支店で働いていた。彼は最初、兄のフランシスの手伝いをしていた可能性がある。この肖像画が委嘱された時、彼は婚約をしていたのかもしれない。肖像画が完成してから3年後、ギーゼは故郷のダンツィヒの町に帰り、著名なダンツィヒの商人ティーデマン・クリューガー (Tiedemann Krüger) の娘であり、トルンの市長の孫娘であったクリスティーン・クリューガー (Christine Krüger) と結婚している。彼がこの作品を制作させたのは、おそらく兄に送り、将来の伴侶に自身の状況を見せびらかすためであった。ギーゼはダンツィヒ帰郷後は市の顧問となり、1562年2月に亡くなっている。
ギーゼの肖像は、1923年の10万マルク紙幣に描かれている。

## 作品
ギーゼの兄ティーデマンはギリシア語とラテン語を知っており、ロッテルダムのエラスムスと文通していたが、ホルバインは『ロッテルダムのエラスムスの肖像』 (ロンドン・ナショナル・ギャラリー、ルーヴル美術館など) を描いている。ティーデマンはエラスムスからホルバインのことを聞き、弟のゲオルクに当時の最も偉大な肖像画家ホルバインがロンドンに2度目の滞在のために向かっていると伝えたのかもしれない。ハンザ同盟のロンドン支店に駐在していたゲオルクは、ホルバインが1532年にイングランドに到着するやすぐにこの肖像画を依頼している。
研究者たちは、ホルバインがイングランドに戻ってから描いた最初の絵画が本作であるということで一致している。ホルバインがなんとかしてヘンリー8世の愛顧を得たいと望んでいたこの時期、彼は人物の顔だけでなく、物の質感においても実物通り描く能力をことさら見せつけるように努めた。本作では、手で触ることのできるような写実性を持つ細かな織りのトルコの敷物に、ピンクのビロードの複雑な襞が配されている。さらに、薄いグラスの花瓶とカーネーションを見事な正確さで描き、その花瓶のガラスを通して、花の茎や敷物の織り糸が見えている。
モデルの人物が明らかにゲオルク・ギーゼであることは、絵画に描かれている彼の名前がある様々な銘文によって特定できる。商人としての彼の職業は、彼の服装、商売道具によって明らかに示されている。間違いなく、ギーゼは自身のイメージを伝えるためにこれらの事物に取り囲まれることを望んだのであろう。
本作に見られる明らかな象徴は、研究者たちの非常な探求の対象となってきた。それらの象徴と、その意味と思われる概念の要約がホルマン (Holman)  によって提供されている。
花瓶の中のカーネーション (下部左): カーネーションは婚約 (愛) の象徴であった。
ローズマリー (下部左、花瓶):  ローズマリーは友情、または思い出を象徴するハーブである。
バジル (下部左、花瓶):  バジルは病気からの保護を象徴するハーブである。当時、ロンドンを襲ったペストを示唆しているのかもしれない。
銘文 (ギーゼの頭上に描かれている): 人物を特定化し、彼が1532年に34歳であるとラテン語で書かれている。
書簡 (ギーゼの手中): 中世低地ドイツ語で書かれた兄弟からの手紙に「Dem Erszamen/Jorgen gisze to lunden/in engelant mynem/broder to handen (イングランドのロンドンにいる私の名誉ある兄弟ヨルゲン・ギーツェ 《Jorgen gisze》 へ) 」と書かれており、彼の家族とのつながりを示している。
ほかの書簡と印鑑 (壁、机上など複数の位置にある): 絵画では書簡が強調されている。重要な通商ネットワークを意味しているのかもしれない、別の言語を話す北ヨーロッパの商人からの書簡が絵画で重要な位置を占めている。それらの手紙は、ギーゼの名前に「Georg Gisze」、「Georg Giese」、「Georg Gyse」という異なった綴りを使用している。
時計 (机上): 時計は所有者に時間の経過を想起させる。ギーゼの時間が貴重なものであるということを意味しているのかもしれない。
ギーゼの私的モットー (事務所の壁に): 「Nulla sine merore voluptas (悲しみのない喜びはない) 」というモットーは、彼のロンドンにおける職業、または状況の儚さに言及しているのかもしれない。
ギーゼの一家の印鑑 (下部左、机上): 商標のある印鑑の収集。ハンザ同盟の商人たちと重要な通商者たちに理解されたであろう象徴であり、一家を商人であると特定化する。